# 石鎚山
石鎚山（いしづちさん）是位於日本四國的一座標高1,982公尺的山峰。石鎚山是白山以西的西日本最高峰。位於愛媛縣西條市與久萬高原町之間。為日本百名山、日本百景之一，也是日本七靈山之一。

## 图片集

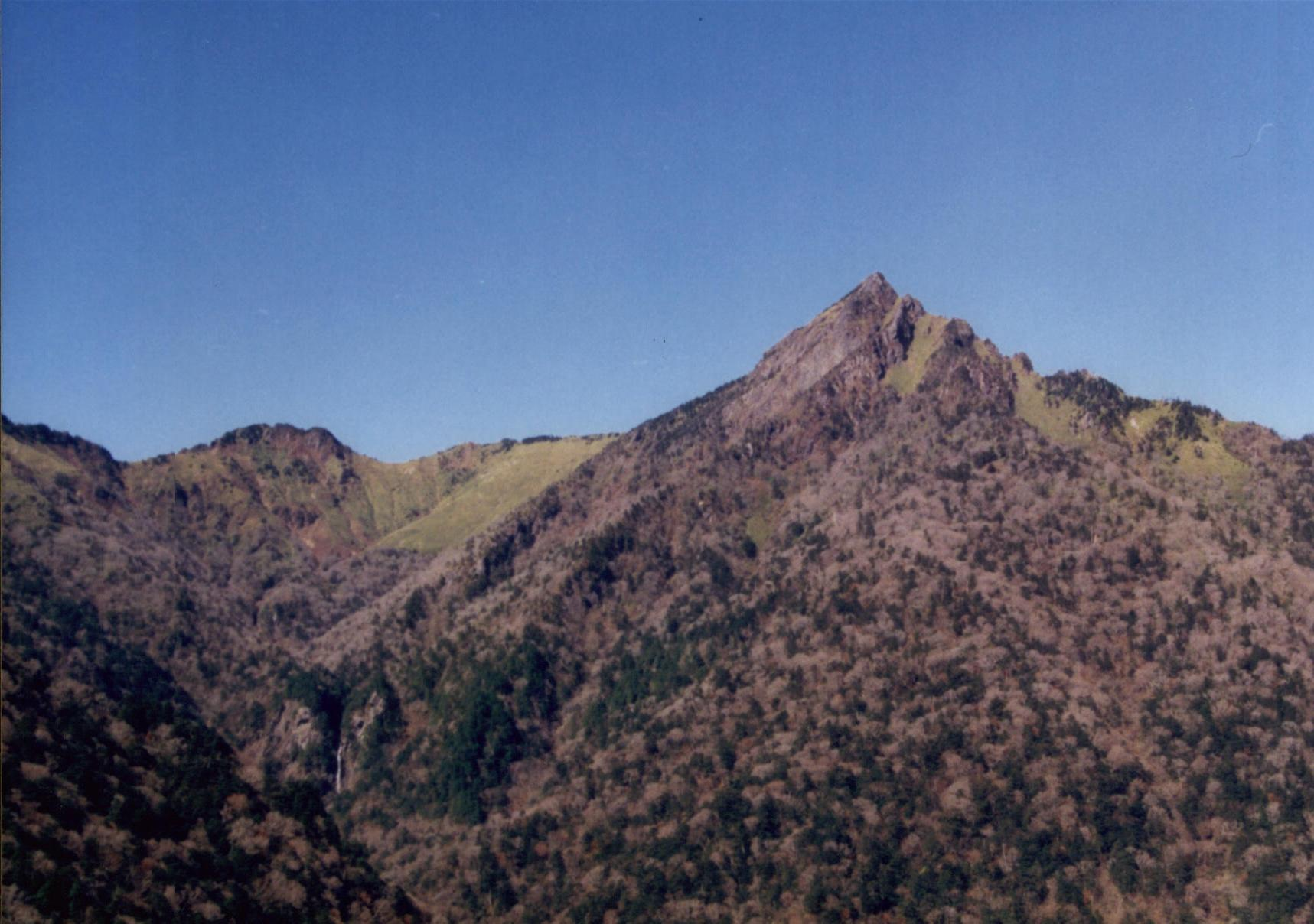
石鎚山南麓
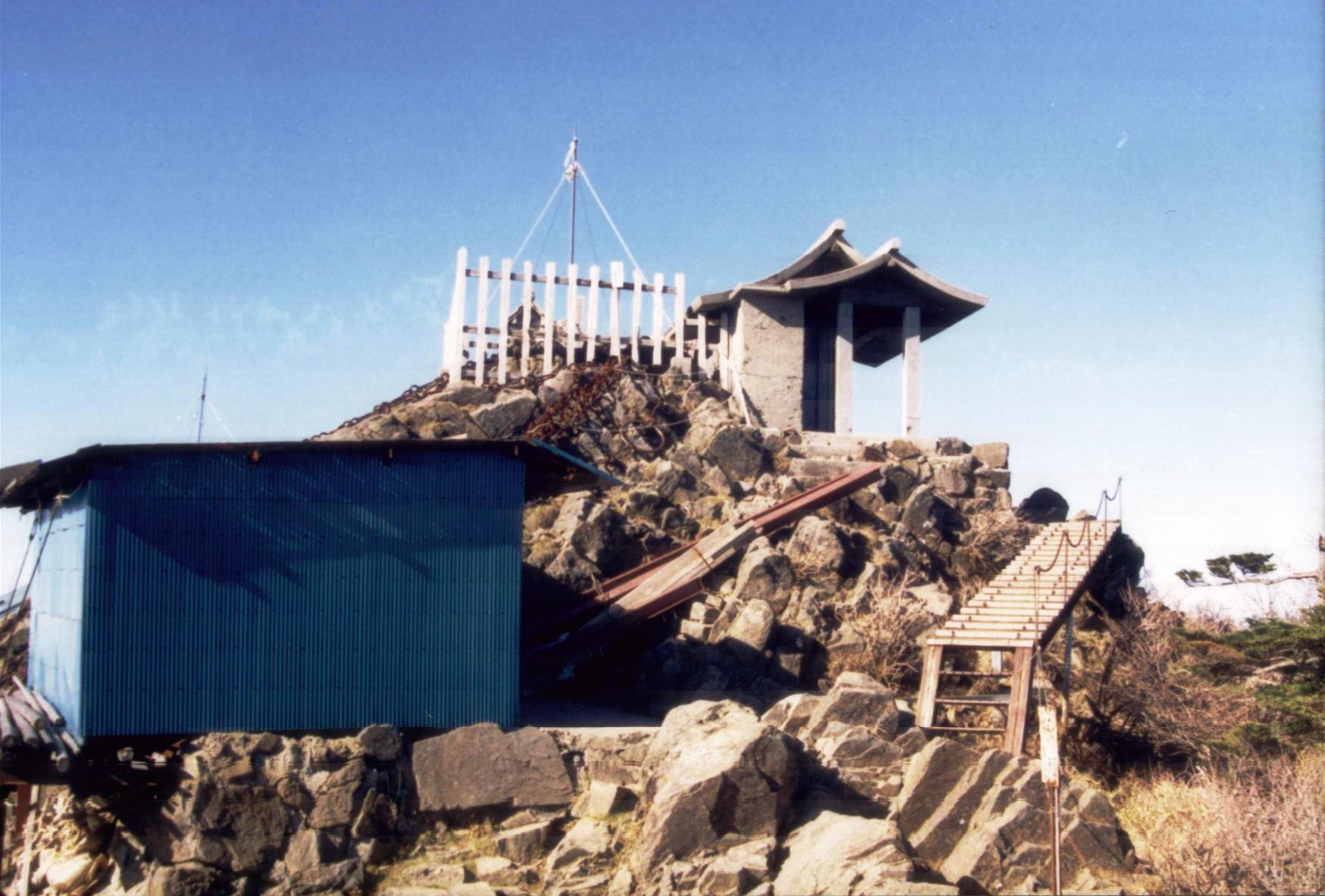
石鎚山頂
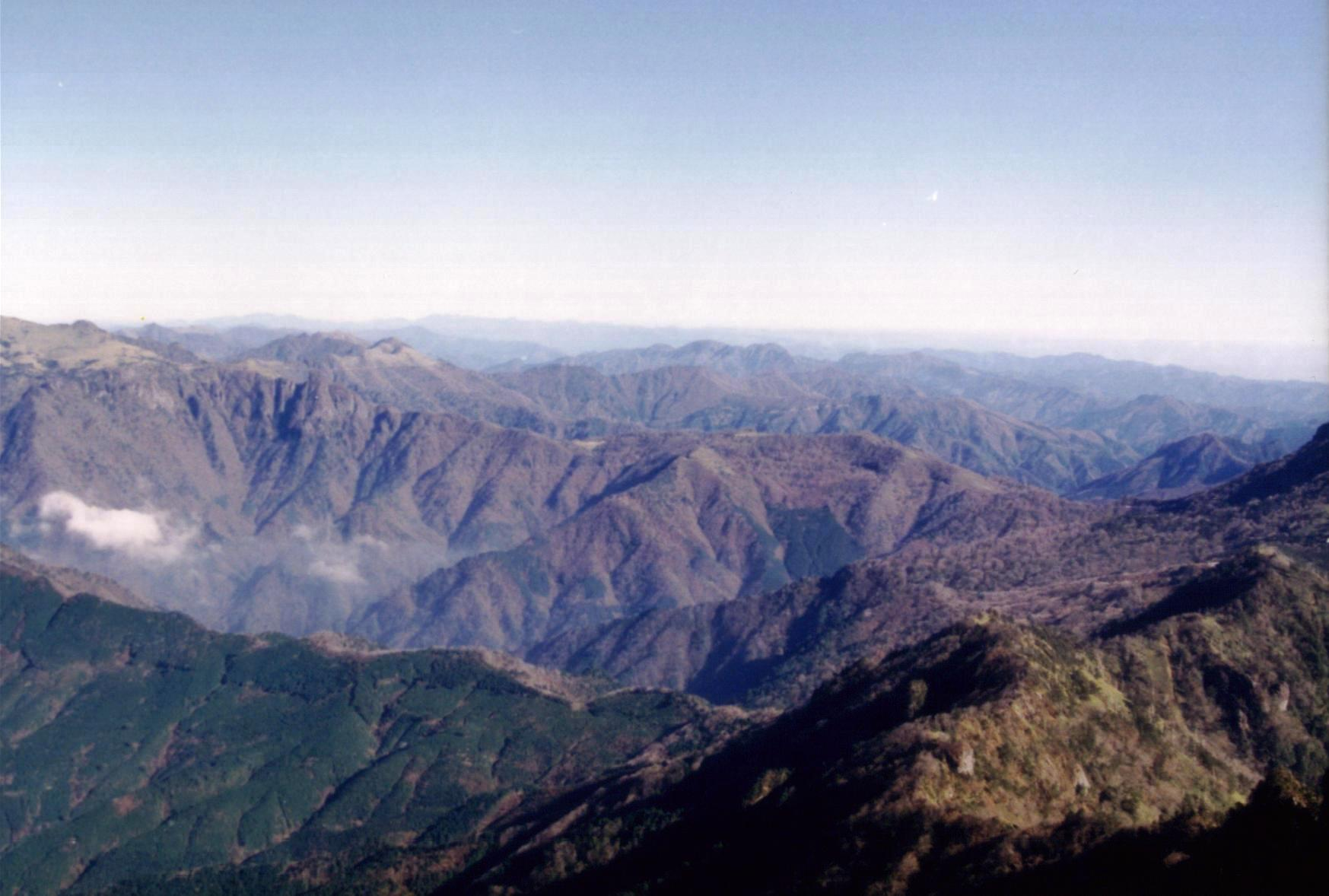
半山展望
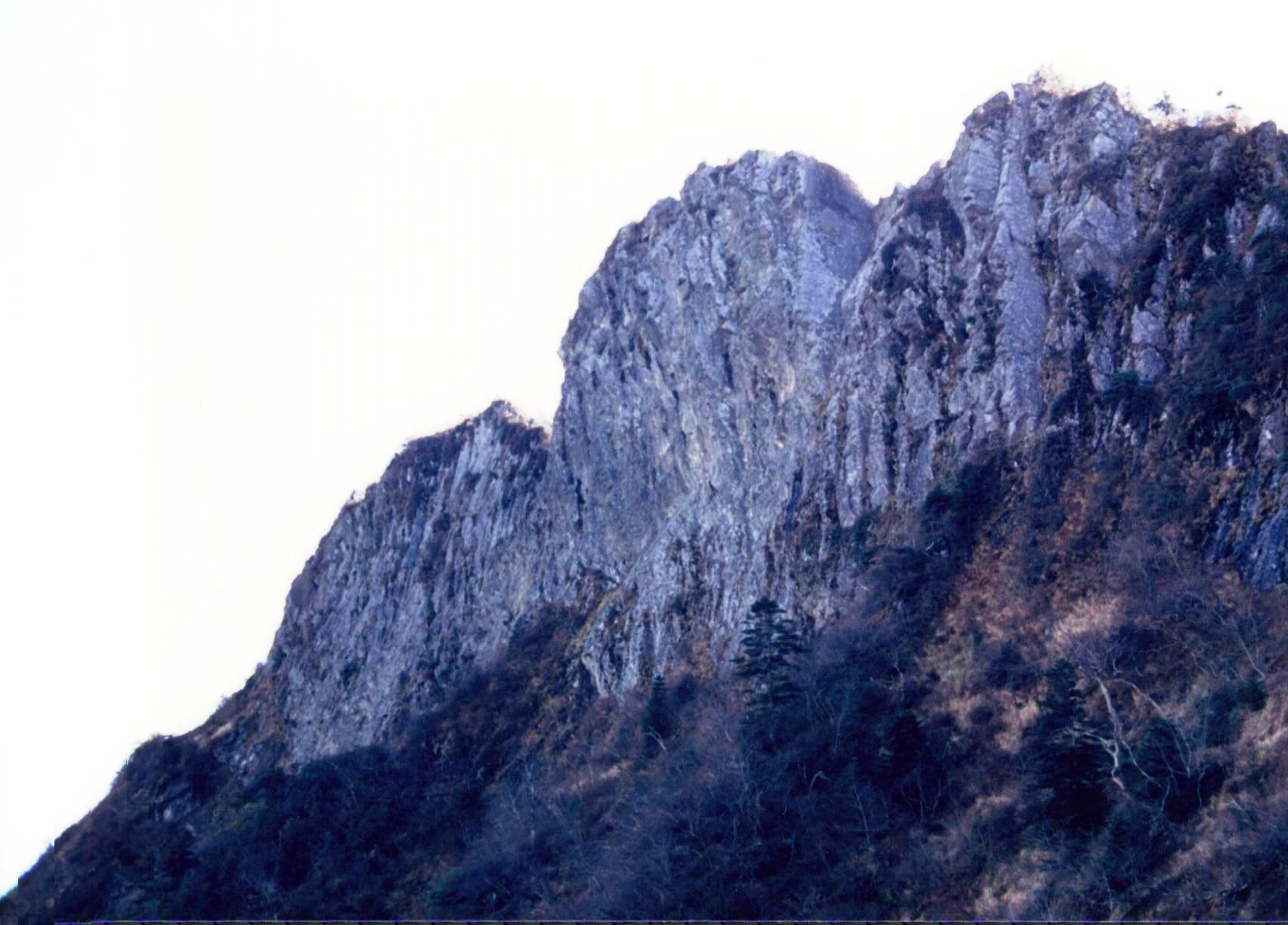
山上石壁

## 外部連結
- 石鎚神社